# 普拉特城
普拉特城（Platte City），位于美国密苏里州普拉特县中部。总面积9.45平方公里，总人口4,691（2010年）。普拉特城为普拉特县府所在地。
1843年，普拉特城建置为市。